# Amerikaanse presidentsverkiezingen 2000
De Amerikaanse presidentsverkiezingen van 2000 gingen tussen George W. Bush, toenmalig gouverneur van Texas en zittend vicepresident Al Gore. De verkiezingen zijn een van de meest controversiële presidentsverkiezingen ooit in de Verenigde Staten. De verliezer, Al Gore, kreeg iets meer stemmers achter zich terwijl de winnaar, George W. Bush, de meeste kiesmannen verwierf. Het zouden de kiesmannen van Florida blijken te zijn die de uitkomst van de verkiezingen gingen bepalen en het was lange tijd onzeker wie die staat had gewonnen. Bush zou uiteindelijk de zege in Florida met een paar honderd stemmen verschil voor zichzelf opeisen nadat er verschillende hertellingen plaatsvonden en rechtszaken dienden. Op 12 december werd de uiteindelijke definitieve uitslag vastgesteld.

## Voorverkiezingen

### Democratische voorverkiezingen
De Democratische voorverkiezingen gingen tussen zittend vicepresident Al Gore en Bill Bradley, een voormalig senator van de staat New Jersey. Gore had een grote voorsprong in de polls bij het begin van de verkiezingen en had het vertrouwen van het establishment van de Democratische Partij. Hij wist Bradley in de eerste voorverkiezingen te verslaan en deze trok zich terug op 14 maart. Op de Democratische conventie in augustus 2000 in Boston werd senator Joe Lieberman gekozen als kandidaat voor het vicepresidentschap. Daarmee was deze de eerste Joods-Amerikaanse genomineerde namens een grote partij ooit voor zo'n hoge post.

### Republikeinse voorverkiezingen
Aan Republikeinse zijde waren veel meer kandidaten. Een aantal van hen, namelijk Elizabeth Dole, Dan Quayle, Lamar Alexander en Robert C. Smith trokken zich terug voor de voorverkiezingen begonnen in Iowa, omdat zij te weinig steun en fondsen hadden. Pat Buchanan trok zich terug om aan de verkiezingen mee te doen als kandidaat voor de Reform Party. De kandidaten die daadwerkelijk meededen waren George W. Bush, John McCain, Alan Keyes, Steve Forbes, Gary Bauer en Orrin Hatch.
De Iowa-caucus werd met 41 procent van de stemmen gewonnen door Bush, gevolgd door Forbes (30%), Keyes (14%), Bauer (9%), McCain (5%) en Hatch (1%). Hatch trok zich na deze verkiezingen terug. Bush kon vanaf dat moment vooral rekenen op steun van het partij-establishment, op basis van zijn gouverneurschap in Texas. McCain profileerde zich meer als de kandidaat van de onafhankelijke kiezers en "gematigde" Republikeinen.
McCain wist Bush te verslaan bij de voorverkiezingen in New Hampshire met 49 procent van de stemmen voor hem en 30 procent voor Bush. Na deze verkiezingen trok Bauer zich terug en na de voorverkiezingen in Delaware volgde Forbes. Bij de voorverkiezingen in South Carolina, de eerste in een grote staat, wist Bush McCain te verslaan. Door het verlies bij de voorverkiezingen in South Carolina kwam de klad in de campagne van McCain.
Op 24 februari beschuldigde McCain Bush ervan dat deze een steunbetuiging van Bob Jones University had geaccepteerd, ondanks het feit dat deze universiteit relaties tussen mensen van verschillende rassen verbiedt. Op 29 februari won Bush de verkiezingen in Virginia en op Super Tuesday won Bush in New York, Ohio, Georgia, Missouri, Californië, Maryland en Maine. McCain won nog wel in Rhode Island, Vermont, Connecticut, en Massachusetts, maar het momentum lag aan de zijde van Bush en McCain trok zich terug.
De commissie die een geschikte kandidaat voor het vicepresidentschap moest vinden werd geleid door Dick Cheney, voormalig minister van Defensie, maar uiteindelijk besloot Bush dat deze zelf de kandidaat zou worden.

## Verkiezingscampagne

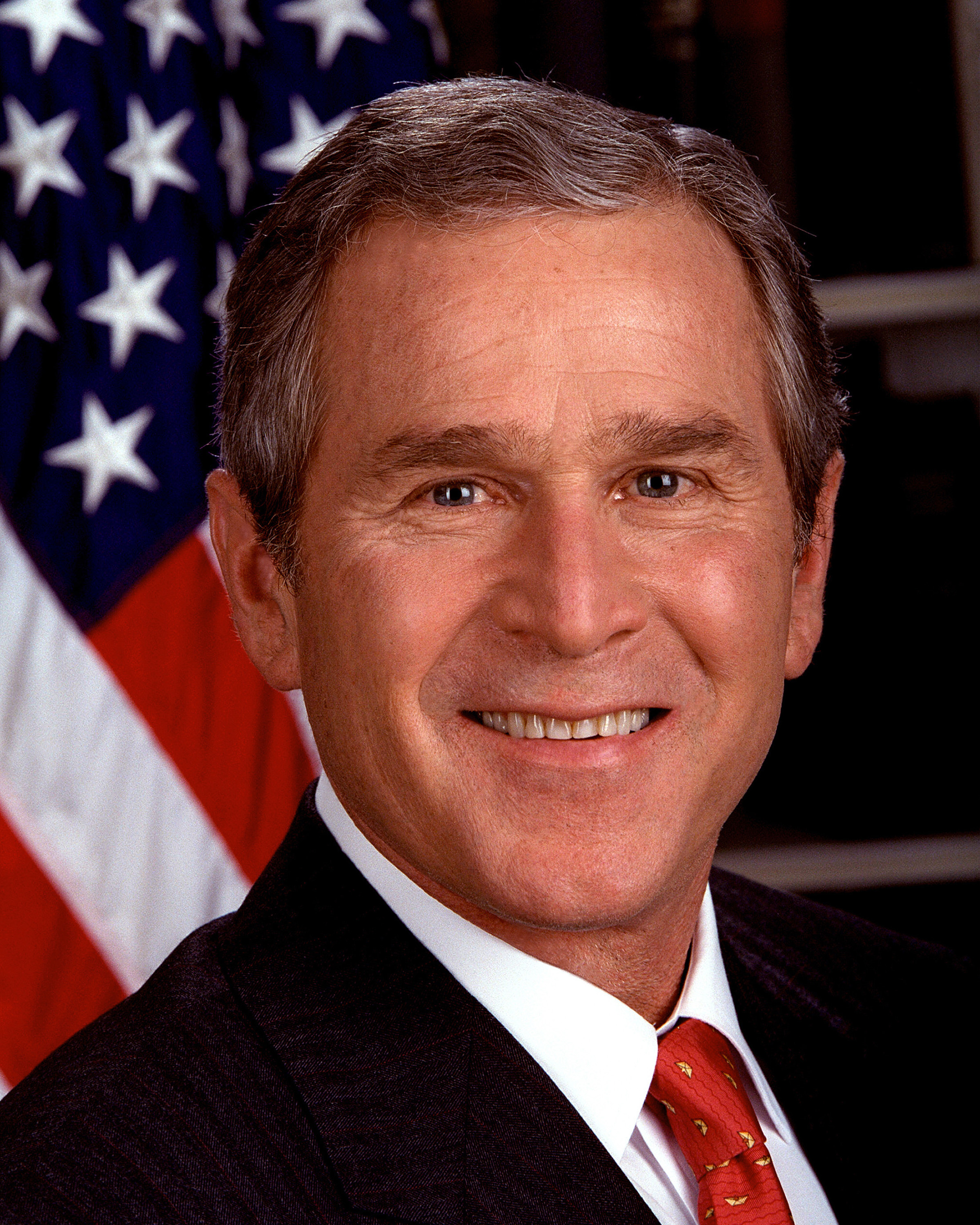
Gouverneur George W. Bush uit Texas Republikeinse Partij
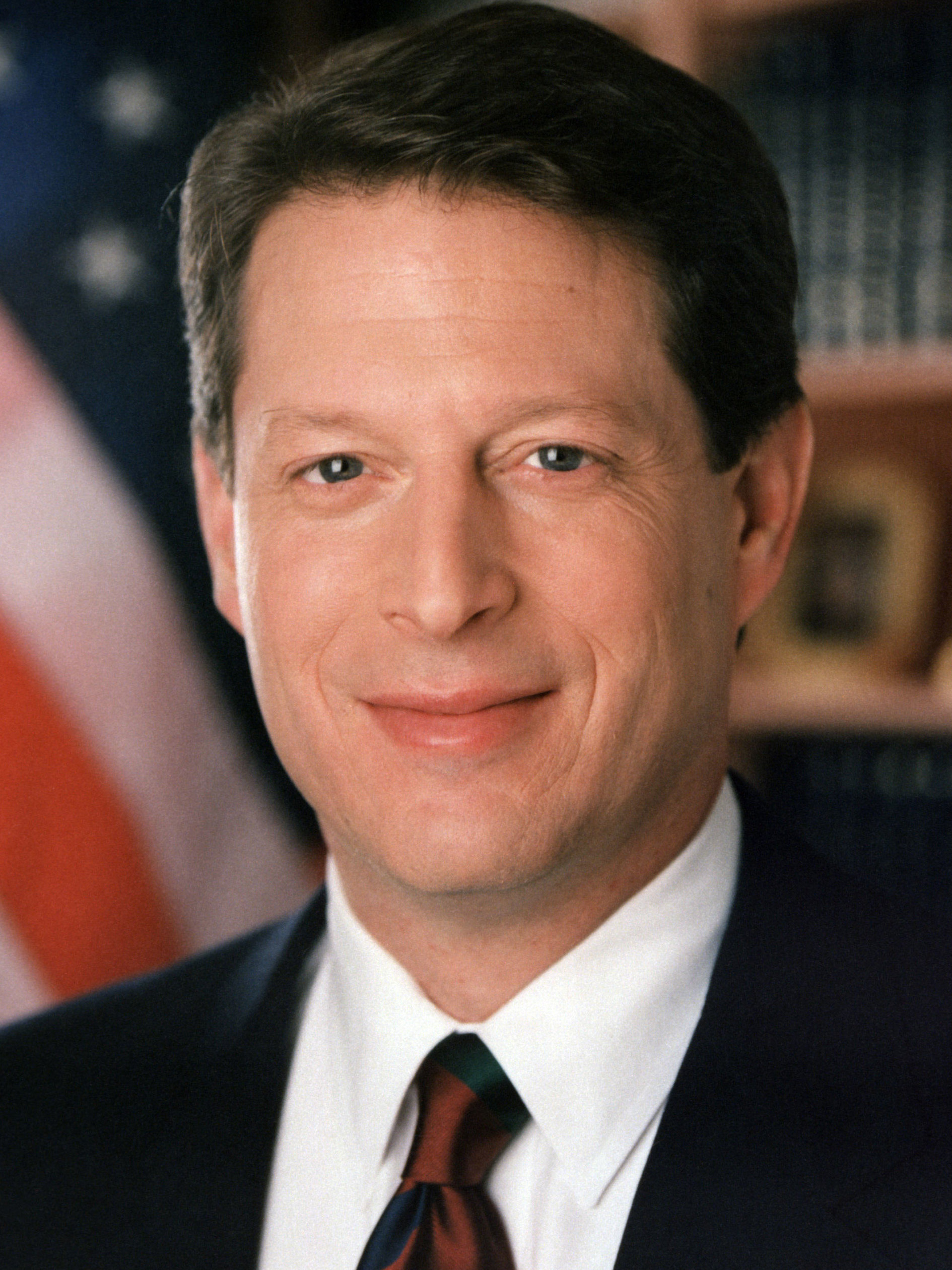
Vicepresident Al Gore uit Tennessee Democratische Partij

### Vicepresidentskandidaten

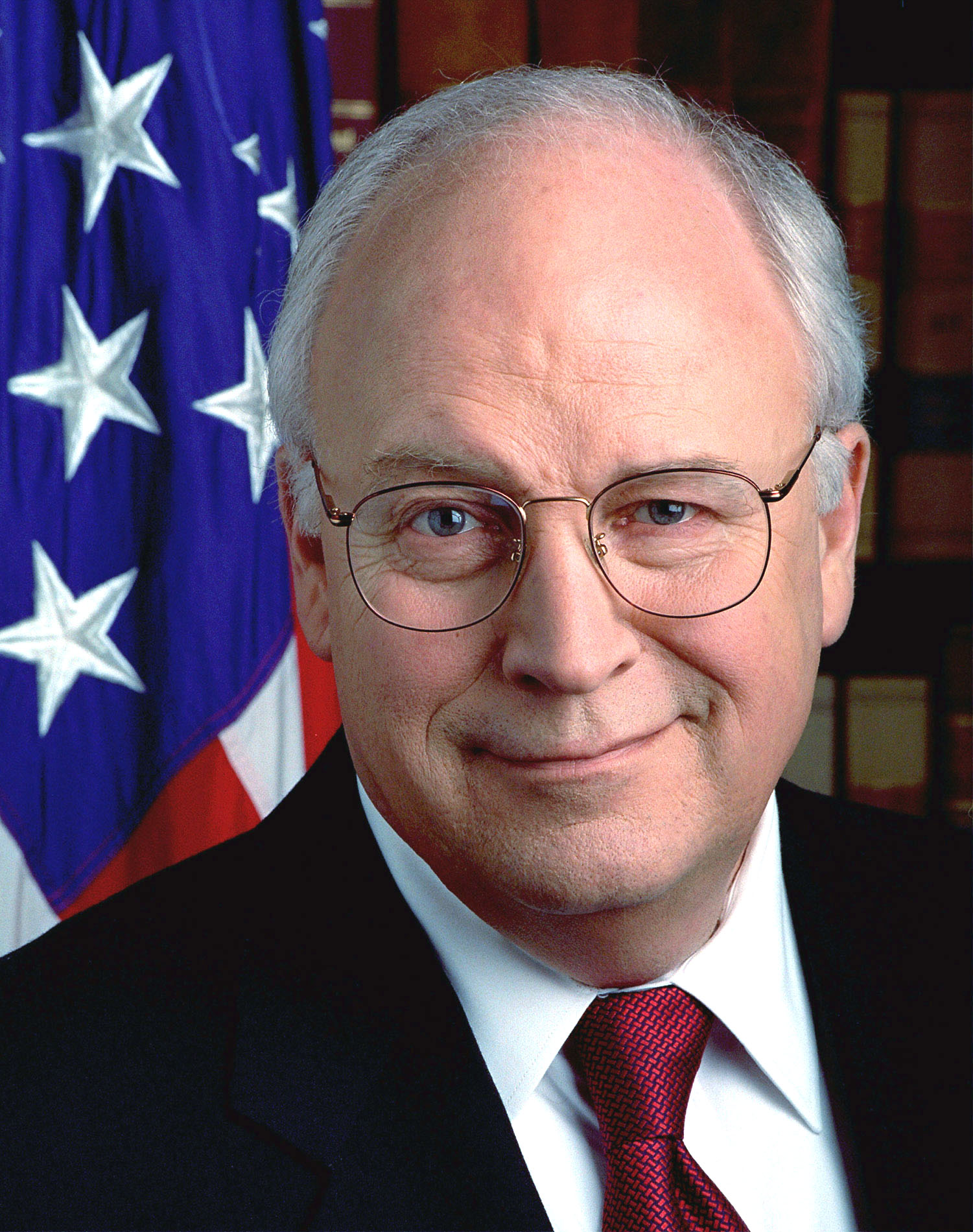
Voormalig Minister van Defensie Dick Cheney uit Wyoming Republikeinse Partij
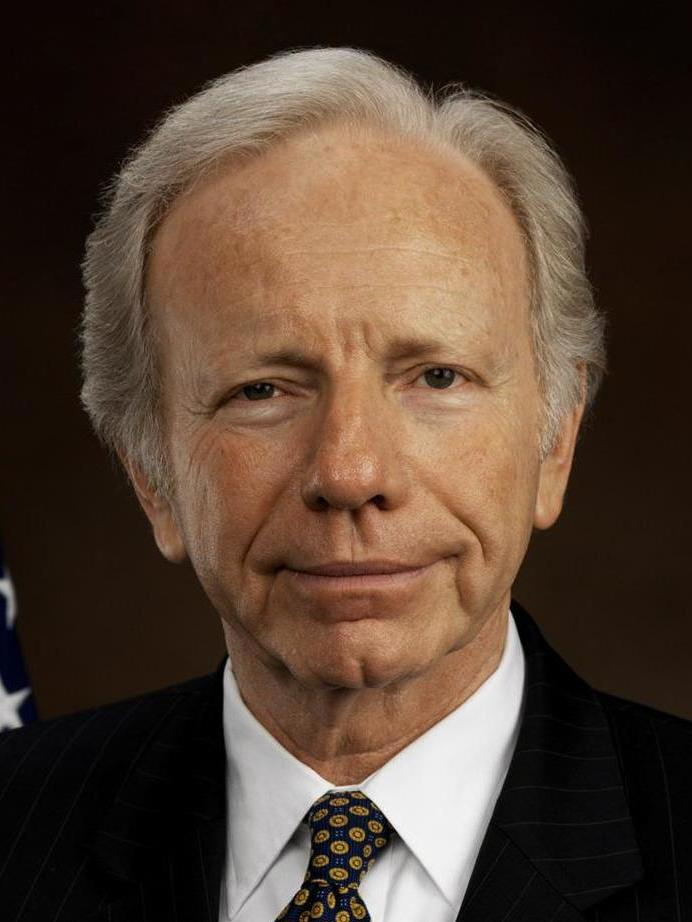
Senator Joe Lieberman uit Connecticut Democratische Partij

- Voormalig 
 Minister van 
 Defensie 
 Dick Cheney 
 uit Wyoming 
 Republikeinse Partij
- Senator 
 Joe Lieberman 
 uit Connecticut 
 Democratische Partij

### Campagne-thema's
De belangrijkste campagnethema's waren de hervormingen van de sociale zekerheid en het medische stelsel, Amerika's buitenlands beleid, en de te voeren belastingpolitiek. Bush viel het beleid van de regering-Clinton aan ten opzichte van Somalië. Hij vond dat Amerikaanse troepen niet ingezet moesten worden voor nation-building. Gore van zijn kant verweet Bush een gebrek aan bestuurlijke ervaring. Ook een belangrijke rol speelde de impeachment tegen president Bill Clinton. Joe Lieberman was een van de eerste Democraten die de handelingen van Clinton in het openbaar veroordeelden. De Republikeinen beloofden de "eer en waardigheid" van het Witte Huis weer te herstellen. Clinton werd vooral ingezet bij low-profile bijeenkomsten in gebieden waar hij al populair was.

### Ralph Nader
Ralph Nader, de presidentskandidaat namens de Groenen, was van de kandidaten van de kleine partijen het meest succesvol. Hij behaalde uiteindelijk 2,74 procent van de stemmen. Zijn campagne viel op door de zogeheten "superrallies", grote bijeenkomsten in bijvoorbeeld Madison Square Garden. Nader zette zijn campagne door in de hoop de grens van 5 procent te halen. Dan zou hij bij de volgende verkiezingen recht hebben op overheidssubsidie. Na afloop van de verkiezingen kreeg Nader van sommigen in het Democratische kamp het verwijt dat door zijn deelname Bush uiteindelijk zou zijn verkozen.

## Uitslag
Bush wist in de meeste zuidelijke staten, met uitzondering van Florida en Gores thuisstaat Tennessee, met een ruime marge te winnen. Ook won hij in Ohio, Indiana, de meeste staten in het middenwesten, en Alaska. Gore won, met uitzondering van New Hampshire, de meer noordelijke staten en alle staten aan de westkust, inclusief Californië, en Hawai. Op de avond van de verkiezingen was het vooral spannend wie zou winnen in de (kleinere) staten Wisconsin en Iowa, maar uiteindelijk zou Florida een beslissende rol spelen. Hierbij is het opvallend dat Gore meer stemmen achter zich kreeg dan Bush als naar de hele VS gekeken wordt. Uiteindelijk won Bush echter meer kiesmannen.
| Naam            | George W. Bush       | Al Gore              |
| Partij          | Republikeinse Partij | Democratische Partij |
| Thuisstaat      | Texas                | Tennessee            |
| Running mate    | Dick Cheney          | Joe Lieberman        |
| Kiesmannen      | 271                  | 266                  |
| Gewonnen staten | 30                   | 20+DC                |
| Aantal stemmen  | 50.456.002           | 50.999.897           |
| Percentage      | 47,9%                | 48,4%                |

### Rol nieuwsnetwerken
FOX News Channel riep Bush op een gegeven moment uit tot winnaar in Florida, en daardoor winnaar van de presidentsverkiezingen. Ook andere Amerikaanse nieuwskanalen, zoals MSNBC, CNN, ABC News en CBS News, riepen Bush tot winnaar uit, maar moesten daar later op de avond alweer op terugkomen. Dit kwam de netwerken op veel kritiek te staan en heeft ervoor gezorgd dat ze veel voorzichtiger zijn geworden met het (te snel) uitroepen van een winnaar bij verkiezingen. Aan het einde van de avond had Gore 255 van de 270 benodigde kiesmannen en Bush 246. De staten New Mexico (5 kiesmannen), Oregon (7 kiesmannen) en Florida (25 kiesmannen) waren nog onbeslist. In de dagen daarna werd bekend dat Gore in Oregon en New Mexico had gewonnen.

### Hertellingen Florida
In Florida had Bush aanvankelijk na het tellen van de stemmen een voorsprong van 300 stemmen, en na het binnenkomen van stemmen van militairen van overzee een voorsprong van 900 stemmen. Een bepaald soort stembiljet, het vlinderbiljet, zorgde voor verwarring: veel kiezers zouden een ongeldige stem hebben uitgebracht of op de verkeerde kandidaat gestemd. Het campagneteam van Gore diende hierop een verzoek in voor een hertelling in vier counties. Na berichten in de media besloten sommige districten om de stemmen met de hand te hertellen. De Republikeinen betoogden dat de hertellingen voor alle counties moesten gelden of afgelast moesten worden. Zij wezen daarbij op het feit dat de vier door Gore aangewezen counties historisch gezien alle democratisch gezind waren. De hoogste ambtenaar van Florida, Katherine Harris, stelde dat de uitslag van de hertelde stemmen, zoals vastgelegd in de Floridiaanse wetgeving, voor 14 november binnen moest zijn. Uiteindelijk bepaalde het Hooggerechtshof van Florida de definitieve datum waarop de uitslag bekend moest zijn: 26 november. Alle hertellingen moesten worden meegewogen in de definitieve uitslag. Sommige districten die niet aan deze einddatum konden voldoen staakten de hertellingen. Op 26 november werd Bush tot winnaar van de staat Florida uitgeroepen.

### Overwinning Bush
Deze beslissing werd door de Democraten aangevochten en sommige ambtenaren weigerden in Washington mee te helpen met de machtsoverdracht. Op 12 december verklaarde het federale Hooggerechtshof de methode van hertelling ongeldig, omdat die niet in de hele staat werd toegepast. Bovendien stond het Hof niet toe dat er op een andere manier herteld werd. Dezelfde avond nog feliciteerde Gore in een toespraak Bush als de nieuwe president. 
1789 · 1792 · 1796 · 1800 · 1804 · 1808 · 1812 · 1816 · 1820 · 1824 · 1828 · 1832 · 1836 · 1840 · 1844 · 1848 · 1852 · 1856 · 1860 · 1864 · 1868 · 1872 · 1876 · 1880 · 1884 · 1888 · 1892 · 1896 · 1900 · 1904 · 1908 · 1912 · 1916 · 1920 · 1924 · 1928 · 1932 · 1936 · 1940 · 1944 · 1948 · 1952 · 1956 · 1960 · 1964 · 1968 · 1972 · 1976 · 1980 · 1984 · 1988 · 1992 · 1996 · 2000 · 2004 · 2008 · 2012 · 2016 · 2020 · 2024